# Pour un soir
Pour plus de détails, voir Fiche technique et Distribution.
Pour un soir ou Stella Maria est un film français réalisé par Jean Godard, tourné en 1931 et sorti en janvier 1934.

## Synopsis
Jean, quartier maître en permission à Toulon, rencontre la chanteuse parisienne Stella Maris en villégiature à Saint-Tropez et devient son amant. Pour Stella, il s'agit d'une aventure sans lendemain, pour Jean c'est une passion. Désespéré des infidélités de sa maîtresse, il déserte. Au cours d'une rixe dans un bouge, il croit avoir tué un souteneur et se suicide en se jetant à la mer.

## Fiche technique
- Titre original : Pour un soir
- Titre en France : Stella Maria
- Réalisation : Jean Godard
- Scénario : d'après une nouvelle inédite de Robert de l'Isle
- Son : W.S. Morris
- Musique : La cumparsita (Gerardo Matos Rodríguez)
- Production : UPF - Union des Producteurs de Films
- Pays d'origine :  France
- Format : Noir et blanc – 1.37:1 – 4/3 — Son monophonique
- Durée : 77 min
- Genre : Drame
- Date de sortie : 11 août 1933 (Source Musée Jean Gabin à Mériel)
  - France - 12 janvier 1934[1]

## Distribution
- Jean Gabin : Jean, le quartier-maître en permission
- Colette Darfeuil : Stella Maris, la chanteuse
- Cillie Andersen
- Régine Dhally
- Georges Melchior
- Guy Ferrant
- Jacqueline Ford

## Autour du film
- Il semblerait que ce film soit le seul tourné par Cillie Andersen et Régine Dhally (née Pauline Pitiot : 20 avril 1874 à Lyon dans le Rhône - 8 mai 1947 à Paris).
- Pour un soir sorti en salles deux ans après sa réalisation et reçut un accueil glacial de la part de la critique[2]. Le film fut rarement édité en vidéo, d'abord en VHS en novembre 1999[3], puis en DVD, édité par MK2 dans la Collection Gabin, en octobre 2007[4].
- Tourné à l’aube du cinéma parlant, le film comporte peu de dialogues et utilise encore tous les codes de jeu d’acteur du muet.
- Plusieurs scènes tournées au Lido d’avant-guerre, alors situé au 78 avenue des Champs-Élysées, permettent de découvrir ce lieu huppé tel qu’il était à l’origine avec sa décoration vénitienne et sa piscine. Ces images en sont d’ailleurs le seul témoignage.
- Le film se termine par un numéro du Lido mettant en scène une danseuse « topless » révélant ainsi une censure alors bien plus conciliante que quelques années plus tard.